# Famille Besozzi
Pour les articles homonymes, voir Besozzi.
 (décembre 2019).
Si vous disposez d'ouvrages ou d'articles de référence ou si vous connaissez des sites web de qualité traitant du thème abordé ici, merci de compléter l'article en donnant les références utiles à sa vérifiabilité et en les liant à la section « Notes et références ».
La famille Besozzi est une ancienne famille noble de l'Insubrie occidentale, dont des dizaines de branches sont toujours présentes en Lombardie et dans le Tessin. Le nom de famille provient de la ville de Besozzo, qui abrite un de leurs châteaux.

## Histoire
Probablement d'origine lombarde en tant que fara (clan lombard) indépendante, la famille da Besozzo, de Besutio dans les documents les plus anciens, contrôle la rive orientale du lac Majeur, la Valcuvia, une partie de la Valtravaglia, Gambarogno, la région de Locarno ainsi que la haute vallée du Tessin. Au XIIe siècle, elle se divise en plusieurs branches. En 1164 à Locarno, en tant que capitanei (vassal épiscopal), un titre de noblesse lui fut reconnue par Frédéric Barberousse. Cette branche se subdivise à son tour pour former les familles Orelli, Rastelli, Rusconi, Magoria, Gnosca, Della Rocca, Muralto et Duni.
La famille possédait des domaines à Malcantone, dans le Val Scairolo et à Barbengo, Agra, Poporino, Carabbia, Calprino, Morcote et Riva San Vitale. De même, elle était très certainement propriétaire des châteaux de Barbengo et Cuasso. Bien qu'ils ne disposent pas d'un véritable pouvoir souverain, un fort pouvoir économique leur provenait de droits territoriaux (péages, dîmes, droits alpins, pâturage, pêche, marché, chasse, broyage, etc.) et de la possession de nombreuses propriétés foncières (curtes, champs, bois, pâturages). En revanche, la famille n'a jamais eu de véritable pouvoir juridictionnel. Engagés dans le conflit entre les guelfes et les gibelins, ils soutiennent la famille Visconti jusqu'à la création du duché de Milan et sont dotés d'une certaine indépendance politique, se heurtant souvent à la famille Torriani et aux comptes du Seprio, respectivement pour le contrôle des territoires de l'est et du sud. À la fin de ces luttes, ils sont considérablement affaiblis tant financièrement qu'humainement, leur pouvoir déclinant pour disparaître dès le XVe siècle. Depuis, les Besozzi sont restés comme une simple famille noble milanaise.

## Héraldique
Le blason se compose d'un aigle d'or couronné sur champ rouge.

## Pour approfondir